# Sergio Ballo
Sergio Ballo (Arquà Polesine, 30 gennaio 1956) è un costumista italiano.

## Biografia
Ha frequentato, senza laurearsi, il DAMS dell'Università di Bologna, si è specializzato come assistente alla regia alla Civica scuola del Piccolo di Milano.  Attratto dal mondo del costume ha lavorato per molti anni in importanti produzioni straniere, da L'Ultima Tentazione di Cristo a Cyrano de Bergerac a Ritratto di Signora. Il suo esordio nella cinematografia in qualità di costumista è agli inizi degli anni novanta ma è con l'avvento del nuovo millennio che ottiene i maggiori riconoscimenti della carriera, collaborando con continuità col regista Marco Bellocchio, La Balia, L'Ora di Religione, Buongiorno Notte, Vincere, Bella Addormentata. Contemporaneamente ha creato i costumi per alcune serie televisive italiane e internazionali tra cui Francesco di Michele Soavi e I Borgia di Tom Fontana, prodotto da Canal + . Ha, negli ultimi anni, lavorato in Francia con Emmanuel Finkiel e Gabriel le Bomin guadagnandosi due canditature ai César. Durante la serata di premiazione dei Davide di Donatello 2024 per Rapito, film ancora di Bellocchio,  ha espresso il proprio disappunto per la poca considerazione riconosciuta alla categoria dei costumisti e degli scenografi guadagnandosi il titolo di paladino di "chi sta dietro le quinte".  Continua il suo interesse per le piccole produzioni di cortometraggi. L'ultimo del 2024 è "Spomni se name" di David del Degan.

## Filmografia
- Ambrogio, regia di Wilma Labate (1992)
- Tre minuti a mezzanotte, regia di Monica Vullo (1995)
- Frigidaire - Il film, regia di Giorgio Fabris (1998)
- I giardini dell'Eden, regia di Alessandro D'Alatri (1998)
- La balia, regia di Marco Bellocchio (1999)
- I vestiti nuovi dell'imperatore (The Emperor's New Clothes), regia di Alan Taylor (2001)
- L'ora di religione, regia di Marco Bellocchio (2002)
- Buongiorno, notte, regia di Marco Bellocchio (2003)
- Il regista di matrimoni, regia di Marco Bellocchio (2006)
- Il sangue dei vinti, regia di Michele Soavi (2008)
- Vincere, regia di Marco Bellocchio (2009)
- Bella addormentata, regia di Marco Bellocchio (2012)
- La douleur, regia di Emmanuel Finkiel (2017)
- Rapito, regia di Marco Bellocchio (2023)
- Itaca - Il ritorno (The Return), regia di Uberto Pasolini (2024)

## Riconoscimenti
- David di Donatello
  - 2000 - Miglior costumista per La balia
  - 2010 - Miglior costumista per Vincere
  - 2024 - Miglior costumista per Rapito

- Ciak d'oro
  - 2000 - Migliori costumi per La balia
- César (Francia)
- 2019 Nominato per La douleur
- Nominato per De Gaulle